# Aleuromarginatus
Aleuromarginatus is een geslacht van halfvleugeligen (Hemiptera) uit de familie witte vliegen (Aleyrodidae), onderfamilie Aleyrodinae.
De wetenschappelijke naam van dit geslacht is voor het eerst geldig gepubliceerd door Corbett in 1935. De typesoort is Aleuromarginatus tephrosiae.

## Soorten
Aleuromarginatus omvat de volgende soorten:
- Aleuromarginatus bauhiniae (Corbett, 1935)
- Aleuromarginatus corbettiaformis Martin, 1985
- Aleuromarginatus dalbergiae Cohic, 1969
- Aleuromarginatus kallarensis David & Subramaniam, 1976
- Aleuromarginatus littoralis Martin, 1985
- Aleuromarginatus marginiquus Martin, 1999
- Aleuromarginatus millettiae Cohic, 1968
- Aleuromarginatus moundi Martin, 1999
- Aleuromarginatus nemciae Martin, 1999
- Aleuromarginatus nigrus Martin, 1999
- Aleuromarginatus serdangensis Takahashi, 1955
- Aleuromarginatus shihmenensis Ko in Ko, Hsu & Wu, 1995
- Aleuromarginatus tephrosiae Corbett, 1935
- Aleuromarginatus thirumurthiensis David, 1988